# Crinum rautanenianum
Crinum rautanenianum är en amaryllisväxtart som beskrevs av Schinz. Crinum rautanenianum ingår i släktet Crinum, och familjen amaryllisväxter. Inga underarter finns listade i Catalogue of Life.